# Palacio de los Castejones
El Palacio de los Castejones es un ejemplar de palacio plateresco de Soria, sito junto a otros edificios palaciegos en la Calle Aduana Vieja. Fue mandado construir por la familia de los Castejón, de gran peso en Ágreda (donde hay otro palacio con su nombre), en el siglo XVI y se construyó intramuros, como era costumbre entonces, junto a la muralla de Soria y las puertas de la misma, puesto que los nobles adquirían la obligación de defenderlas.

## Características
Aunque se encuentra muy deteriorado por el llamado mal de la piedra, su arquitectura señorial se aprecia aún en el s. 21. En esta época es vivienda particular y está unido al Palacio de Don Diego de Solier. Estilísticamente, en lo plateresco, se asemeja a otro palacio soriano, el de los Ríos y Salcedo.
Construido en sillería con piedra arenisca, en el tímpano de la puerta, abierta en arco escarzano, destaca el blasón de sus dueños sostenido por dos velludos salvajes, arrodillados y desnudos con una larga cabellera y rústica barba. Esta fachada está inspirada en el Palacio de los Condes de Miranda, de Peñaranda de Duero.
A la izquierda se encuentra una ventana cuya jamba está adornada con molduras y el dintel sigue la forma de una concha vista por su interior. En el piso superior se abren don ventanas que siguen el mismo modelo que la anterior y en el último piso hay otro escudo más pequeño flanqueado por dos vanos con molduras. Llamaba la atención los clavos de la puerta, consistentes en unas medias esferas de hierro atravesadas por unas espigas que los sujetan remachadas sobre la gruesa madera, pero ha desaparecido. Por ello se denominaba como la Casa de los Clavos.